# Larceveau-Arros-Cibits
Larceveau-Arros-Cibits en francés y oficialmente, Larzabale-Arroze-Zibitze en euskera, es una pequeña localidad y comuna francesa, situada en el departamento de Pirineos Atlánticos, en la región de Aquitania. Pertenece al territorio histórico vascofrancés de Baja Navarra. Se encuentra atravesada por el río Bidouze, afluente del Adour.
Administrativamente también depende del Distrito de Bayona y del Cantón de País de Bidache, Amikuze y Ostibarre.

## Heráldica
Cuartelado: 1º, en campo de plata, dos fajas de sable; 2º, I, en campo de sable, tres castillos de oro, abiertos y adjurados de sable, puestos en palo, y II, partido dentellado de plata y azur; 3º, en campo de oro, un árbol desarraigado, de sinople, y una jabalí de sable, con colmillos de plata, pasante al pie del tronco, y 4º, en campo de plata, un sotuer de gules, a todo trance, cargado de una estrella de oro.

## Demografía
| Gráfica de evolución demográfica de Larceveau-Arros-Cibits entre 1800 y 2012 |
|                                                                              |

El resultado del año 1800 es la suma final de todos los datos parciales obtenidos antes de la creación de la comuna (20 de junio de 1842).
Fuentes: Ldh/EHESS/Cassini e INSEE.